# Culicoides geocheloneoides
Culicoides geocheloneoides är en tvåvingeart som beskrevs av Dyce och Meiswinkel 1995. Culicoides geocheloneoides ingår i släktet Culicoides och familjen svidknott.
Artens utbredningsområde är Irian Jaya. Inga underarter finns listade i Catalogue of Life.